# Qazi Muhammad
Qazi Muhammad (em curdo: قازی محه‌مه‌د ou Qazî Mihemmed) (1893-1947) foi um líder nacionalista curdo e chefe da República do Curdistão (República de Mahabad), o segundo  Estado moderno curdo no Oriente Médio (após a República de Ararate).

## Biografia
Qazi Muhammad atuou como Presidente da República de Mahabad, apoiada pelos soviéticos, no Curdistão iraniano em 1946. Foi também o fundador do Partido Democrático do Curdistão Iraniano, o PDCI, que foi criado após a necessidade de um partido mais transparente ser sentida por seus adeptos. (o Komeley Jiyanewey existia antes como uma organização secreta). Mustafa Barzani, o pai do movimento nacionalista curdo no Curdistão iraquiano, também foi comandante de seu exército. Seu primo Mohammed Hossein Saif Qazi foi ministro no seu gabinete. Um ano mais tarde, depois de os soviéticos se retirarem do Irã, a república curda foi esmagada pelo governo central iraniano. Um tribunal militar iraniano condenou Qazi e alguns de seus associados a morte, e ele foi enforcado na Praça Chwarchira no centro da cidade de Mahabad, em 30 de março de 1947.

## Família
Um de seus filhos, Ali Qazi, é atualmente um membro ativo do movimento curdo.
Uma de suas filhas, Efat Ghazi, foi morta por uma carta-bomba em Västerås, na Suécia, em 1990. A bomba era endereçada a seu marido, o ativista curdo Emir Ghazi. Alguns analistas especularam que o governo iraniano poderia estar envolvido no assassinato. 